# Saint-Christophe-en-Oisans
Saint-Christophe-en-Oisans [sɛ̃ kʁistɔf ɑ̃ wazɑ̃] ist ein Dorf und eine Gemeinde in den französischen Hochalpen im Département Isère in der Region Auvergne-Rhône-Alpes. Die Gemeindefläche beläuft sich auf 12.347 Hektar in Höhenlagen zwischen 1.168 und 4.008 Metern am Dôme de Neige des Écrins, einem Nebengipfel der Barre des Écrins. Die Gemeinde zählt 98 Einwohner (Stand 1. Januar 2022), die Bevölkerungsdichte beträgt damit ungefähr eine Person pro Quadratkilometer. Saint-Christophe-en-Oisans ist die östlichste Gemeinde des Départements Isère.

## Saint-Christophe

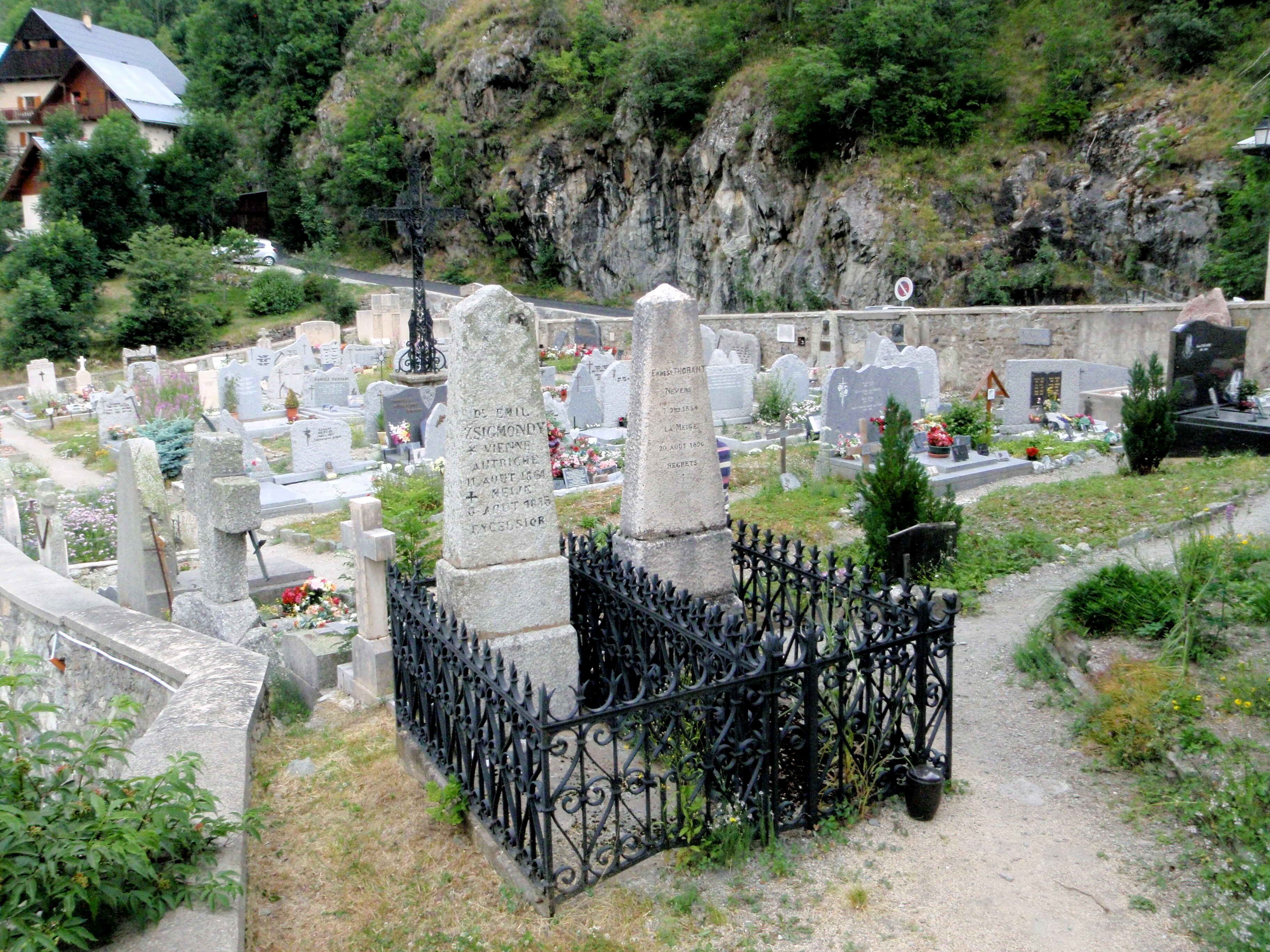
Bergsteigerfriedhof in Saint-Christophe mit dem Grab Emil Zsigmondys

Mit Saint-Christophe-en-Oisans wird auch die kleine Hauptsiedlung in der Gemeinde am oberen Vénéon bezeichnet, die mit dem Auto von Grenoble über die Departementsstraße D 1091 (ehemalige Nationalstraße N 91) zu erreichen ist. Man folgt ihr in Richtung Briançon bis etwa 4 Kilometer hinter Le Bourg-d’Oisans und biegt dann rechts in das Tal des Vénéon ab. 
Auf dem Friedhof von Saint-Christophe wurde der österreichische Bergsteiger Emil Zsigmondy, der 1885 an der Südwand der 3983 Meter hohen Meije oberhalb von La Bérarde bei einem Erstbegehungsversuch zu Tode stürzte, zur letzten Ruhe gebettet. Am Ort befindet sich auch ein Alpin-Museum, welches sich insbesondere der Geschichte der Region und der Erschließung des Écrins-Massivs widmet. Der Parkplatz Plan du Lac an der Zufahrtsstraße unterhalb des Orts ist Ausgangspunkt für einen interessanten und teilweise ausgesetzten Klettersteig, der die Wände gegen die Terrasse von Saint-Christophe hinaufführt.

## La Bérarde

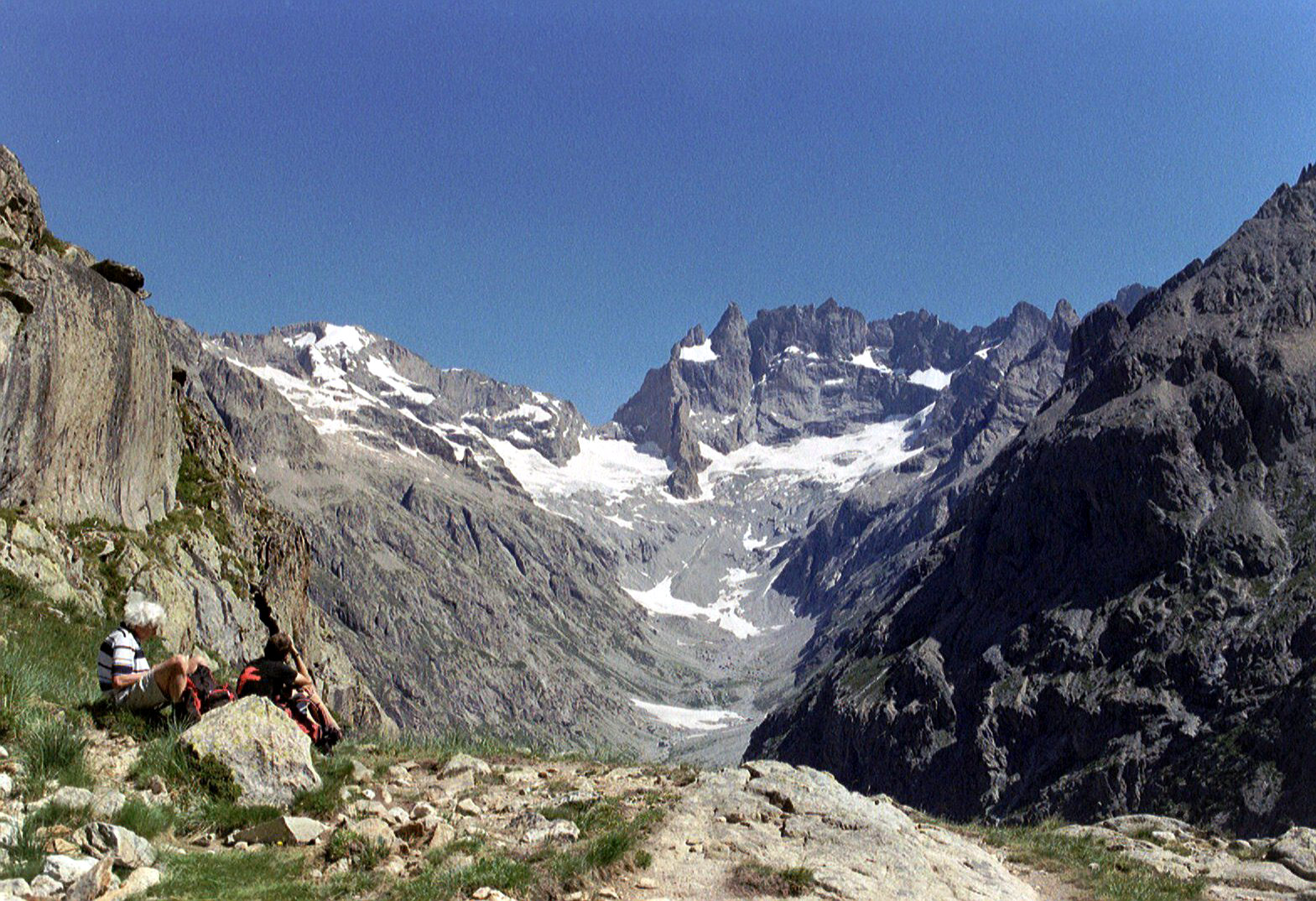
Ausblick von der Tête de la Maye auf Râteau und Meije-Südwand.

Weithin bekannter als Saint-Christophe ist der ebenfalls zur Gemeinde gehörende kleine Weiler La Bérarde (1740 m). La Bérarde ist nur in der Sommersaison über eine schmale Bergstraße von Saint-Christophe aus erreichbar. Auf dem Weg dorthin passiert man noch die wenigen Häuser von les Etages. Die Straße verfügt inzwischen über ausreichend viele Ausweichbuchten (französisch garages). Früher durfte sie immer nur zu bestimmten Zeiten in eine Richtung entweder bergauf oder bergab befahren werden. Ab Grenoble besteht im Juli und August eine Busverbindung über le Bourg-d’Oisans und St. Christophe nach La Bérarde. 
Zu Füßen der höchsten Berge im Oisans (Meije, Barre des Écrins und Ailefroide) am Zusammenfluss von Vénéon und Etançons-Bach gelegen, ist La Bérarde im Herzen des Écrins-Massivs ein Mekka für Alpinisten, Wanderer und Naturfreunde. Es verfügt über einen Campingplatz, ein Alpin-Zentrum »Centre Alpin Français« des französischen Alpenvereins CAF (geöffnet von Mitte Juni bis Mitte September, Übernachtungsmöglichkeit) und Restaurants. 
Der in etwa zwei Stunden über einen teils schmalen Steig vom Ort her erreichbare Aussichtsgipfel der Tête de la Maye, 2517 m, bietet eine lohnende Aussicht auf etliche Hochgipfel der zentralen Dauphiné-Alpen, allen voran die Meije mit ihren lotrechten Südabstürzen, sowie die Hochtäler von Etançon, Bonne Pierre und Vénéon.
Am 21. Juni 2024 ergoss sich im Laufe eines Regen-Unwetters ein Murgang mit geschätzt 200.000 m³ Wasser und 350.000 m³ Gestein über den Weiler. Es gab keine Todesopfer, jedoch wurden die meisten Häuser zerstört. Die Organisation Restauration des terrains en montagne (RTM) schätzt, dass die meisten Häuser einem hohen oder sehr hohen Risiko ausgesetzt sind, erneut von einem Murgang erfasst zu werden. Man hofft (Stand August 2024), zumindest einige historisch wertvolle Bauten erhalten zu können.

## Geografie
Die Gemeinde Saint-Christophe belegt das weitgehend naturbelassene Hochtal des Vénéon im Zentrum des Écrins-Massifs, das im deutschen Sprachraum eher unter den Bezeichnungen Dauphiné-Alpen oder (nicht ganz sauber) einfach als Dauphiné bekannt ist. Etwa ein Fünftel des  Nationalparks Écrins, der mit der Barre des Écrins den südlichsten Viertausender der Alpen beherbergt, entfällt auf das Gemeindegebiet.

## Bevölkerungsentwicklung
| Jahr                       | 1962 | 1968 | 1975 | 1982 | 1990 | 1999 | 2011 | 2017 |
| Einwohner                  | 122  | 91   | 74   | 103  | 103  | 106  | 104  | 107  |
| Quellen: Cassini und INSEE |      |      |      |      |      |      |      |      |